# Emmet Byrne

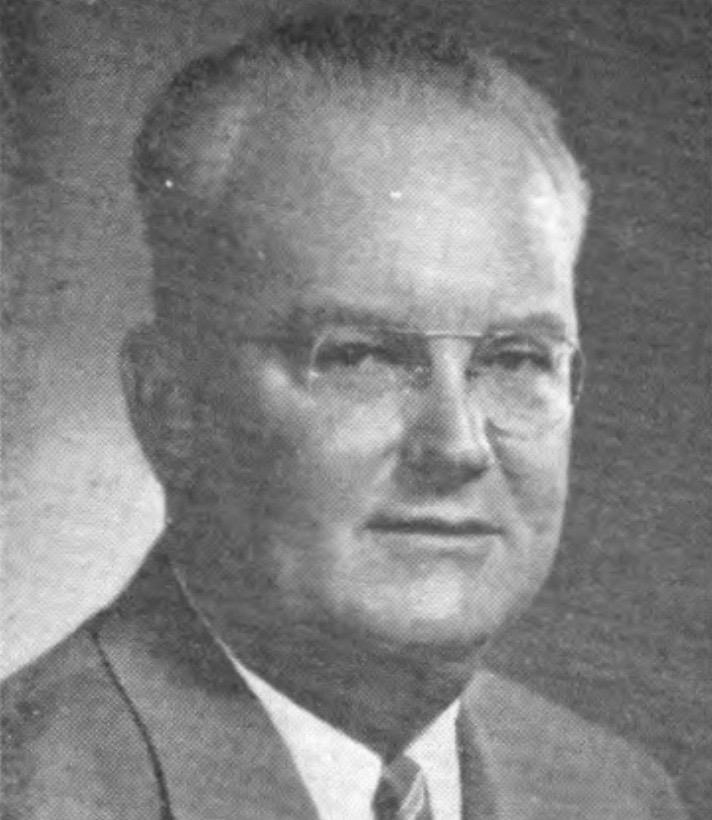
Emmet Byrne

Emmet Francis Byrne (* 6. Dezember 1896 in Chicago, Illinois; † 25. September 1974 in Evanston, Illinois) war ein US-amerikanischer Politiker. Zwischen 1957 und 1959 vertrat er den Bundesstaat Illinois im US-Repräsentantenhaus.

## Werdegang
Emmet Byrne besuchte die öffentlichen Schulen seiner Heimat und die St. Ignatius Academy. Danach studierte er an der Loyola University. Byrne nahm auch am Ersten Weltkrieg teil. Nach einem Jurastudium an der DePaul University und seiner 1919 erfolgten Zulassung als Rechtsanwalt begann er in Chicago in diesem Beruf zu arbeiten. Von 1921 bis 1923 gehörte er der städtischen Beraterkommission als Assistant Corporation Counsel an. Zwischen 1923 und 1928 war er stellvertretender Staatsanwalt im Cook County. In den Jahren 1934 und 1936 bewarb er sich jeweils erfolglos auf eine Richterstelle am städtischen Gericht von Chicago. Zwischen 1947 und 1948 sowie nochmals von 1955 bis 1956 arbeitete er für den Anhörungsausschuss der Handelskommission von Illinois.
Politisch war Byrne Mitglied der Republikanischen Partei. Bei den Kongresswahlen des Jahres 1956 wurde er im dritten Wahlbezirk von Illinois in das US-Repräsentantenhaus in Washington, D.C. gewählt, wo er am 3. Januar 1957 die Nachfolge von James C. Murray antrat. Da er im Jahr 1958 nicht bestätigt wurde, konnte er bis zum 3. Januar 1959 nur eine Legislaturperiode im Kongress absolvieren. Diese war von den Ereignissen des Kalten Krieges und der Bürgerrechtsbewegung geprägt.
Nach dem Ende seiner Zeit im US-Repräsentantenhaus praktizierte Emmet Byrne wieder als Anwalt. Im Jahr 1970 wurde er Mitglied des Chicago Regional Export Expansion Council. Er starb am 25. September 1974 in Evanston.